# Бугу (посёлок)
Бугу (калм. Буhу) — посёлок в Приютненском районе Калмыкии, в составе Нартинского сельского муниципального образования.

## Название
Современное название посёлка происходит от калм. буhу, которое переводится как браслет (у женщины), и связано с расположением посёлка в окружении балок.

## История
Дата основания населённого пункта не установлена. В 19-м веке в урочище Бугу располагался административный центр 2-го ульдючинского аймака (Вторые Ульдючины). Однако оседлый посёлок возник здесь скорее всего, не ранее 20-х годов XX века.
Посёлок Бугу впервые обозначен на карте РККА 1940 года. 

## Физико-географическая характеристика
Посёлок расположен на юге Ергенинской возвышенности, являющейся частью Восточно-Европейской равнины, на правом берегу реки Хара-Зуха. Средняя высота над уровнем моря - 41 м. Рельеф местности равнинный.  
По автомобильной дороге расстояние до столицы Калмыкии города Элиста составляет 48 км, до районного центра села Приютное - 33 км, до административного центра сельского поселения посёлка Нарта - 8,5 км. К посёлку имеется подъезд от федеральной автодороги Элиста - Ставрополь Р216 (7,5 км).
Согласно классификации климатов Кёппена-Гейгера тип климата - влажный континентальный с умеренно холодной зимой и жарким летом. Среднегодовая температура воздуха — 9,9 °C, количество осадков — 347 мм.

## Население
В конце 1980-х Бугу являлся относительно крупным посёлком: здесь проживало около 290 жителей.
| 2002 | 2010 | 2012 |
| ---- | ---- | ---- |
| 32   | ↘28  | ↘27  |

Национальный состав
Согласно результатам переписи 2002 года большинство населения посёлка составляли калмыки (58 %) и даргинцы (29 %)

## Социальная инфраструктура
Социальная инфраструктура в посёлке Бугу практически отсутствует: ближайшие учреждения культуры (сельский клуб, библиотека) и образования (средняя школа) расположены в административном центре сельского поселения посёлке Нарта. Медицинское обслуживание жителей посёлка обеспечивают фельдшерско-акушерский пункт, расположенный в посёлке Нарта, и Приютненская центральная районная больница.
Посёлок электрифицирован, но негазифицирован, системы централизованного водоснабжения и водоотведения отсутствуют.